# Theremyn 4
Theremyn_4 es un grupo de música electrónica peruano creado por el músico y productor José Gallo en 1999. Tienen varios álbumes editados, numerosas presentaciones locales e internacionales, premios internacionales y son considerados por la crítica peruana y extranjera como uno de los grupos más importantes de música electrónica de su país. El sonido del grupo transita por diversos estilos de música electrónica fusionándose por momentos con el rock, el new wave, el jazz y la música del mundo.
Entre sus influencias musicales principales están New Order, Kraftwerk, Orbital, Led Zeppelin, Narcosis, Rush, The Chemical Brothers y Boom Boom Satellites. En entrevistas también mencionan otras influencias como el cine, la pintura, los cómics y la literatura.
José Gallo ha sido miembro (baterista) de otros grupos peruanos como Huelga de Hambre, Hnos. Brothers y Miki González. La actual formación de Theremyn_4 cuenta con José Gallo en los sintetizadores, bateria, secuencias y mezclas, Nicolas Miranda en los sintetizadores y el bajo y Lu Falen en las voces.

## Los primeros discos (1999-2003)
Fluorescente verde en el patio fue lanzado de manera independiente en julio del 2000 y recorrió el circuito independiente limeño en CD y casetes. El estilo de este álbum tiene un sonido cercano al breakbeat y al drum&bass con incursiones en lo experimental. El crítico peruano Hakim de Merv se refirió al lanzamiento de este disco como "el nacimiento de la electrónica-bailable-no-trance-peruana". Hay algunas canciones destacadas como " Chambi" en homenaje al famoso fotógrafo cusqueño y "SDF-1 8bit groove" que samplea y recrea el tema principal de la serie animada Robotech. El video producido para la canción "Carmín Ciclón" fue transmitido por MTV en el 2001 y la canción "Detonador" fue considerada entre las 10 mejores canciones subidas en el mes de febrero del 2000 al portal "yeyeye.com" del exbaterista de Soda Stereo Charly Alberti.
En el 2001 lanzan Mi vida en Infrarrojo que es una síntesis de los mejores momentos de las 6 horas de música que compuso Theremyn_4 para la muestra "Modular 12º 06' s / 77º 01' o Park-O-Bahn". La muestra Park-O-Bahn contó con la transmisión de 168 horas ininterrumpidas de música electrónica peruana y se llevó a cabo en el Parque central de Miraflores en Lima en abril de ese año."Mi vida en Infrarrojo" es un disco más espacial con influencias de la electrónica downtempo, el lounge y el trip-hop. En este año el grupo tiene sus primeras presentaciones en vivo y estaba conformado por José Gallo en teclados, secuencias y efectos y Francisco "Chisco" Ramos en guitarra.
En el 2002 y 2003 el grupo aparece en los compilados "Tributo a la niñez" y "Contrataque: Tributo al Rock Subterráneo" y toca en el festival de música electrónica peruana Looperactiva.

## Simulador de vuelo (2004-2005)
El tercer disco Lima/Tokyo/Lima fue presentado en vivo en París-Francia en febrero de 2004 como parte del festival "Perú Moderno" organizado por la Asociación Cultural CAPULI. De regreso en Lima, el grupo ahora en formato audiovisual (Renzo Signori: Visuales en vivo y José Gallo: música) presenta el disco por el circuito limeño y en varias ciudades peruanas:  Trujillo, Cajamarca y Chiclayo. Aparecen notables críticas en diversos medios nacionales e internacionales. En la revista Rolling Stone Latinoamérica consideran el "Lima/Tokyo/Lima"  como lo mejor de Theremyn_4 y "totalmente recomendable". En un artículo del diario "El Comercio" se lee: "Hace mucho tiempo que Theremyn_4 se ha convertido en el acto más importante de la heterogénea escena electrónica local". El sonido del "Lima/Tokyo/Lima" es más maduro que el de los anteriores trabajos y tiene tanto de electrónica como de rock, de jazz y pinceladas experimentales. Se siente también la influencia de la música de cine y el future-jazz-pop de música de animes japoneses como "Cowboy Bebop".
En junio de 2004 presentan el Peruvian Remixing Co. trabajado casi paralelamente con el "Lima/Tokyo/Lima". Este es un disco de remezclas y uno de los primeros en su género en Perú. En este trabajo Theremyn_4 remezcla bandas peruanas de rock y electrónica: Catervas, Gaia, Zen, Sónica. También hay remixes de temas previos del grupo y un tema inédito.
A comienzo del 2005 "Lima/Tokyo/Lima" es elegido entre lo mejor del año en diversas listas y medios peruanos. El programa radial especializado en música electrónica “2001 mil años después” conducido por Helene Ramos nombra en su recuento anual al "Lima/Tokyo/Lima" como el álbum del año, mejor carátula y canción del año a "Panasonic Jazz Suite".

## Re-evolución (2006-2007)
En el 2005 se dan las primeras presentaciones junto a importantes actos extranjeros. En junio tocan junto a Aviador Dro, tal vez la más importante banda de música electrónica en español. En diciembre tocan junto al acto electropop argentino Entre Ríos. Continúan las presentaciones al interior del país. Tocan en Cuzco, Trujillo y La Oroya.
En septiembre de 2006 presentan el disco Spacetimebomb que cuenta por primera vez con la colaboración de otros músicos peruanos y el músico argentino Gabriel Lucena (en ese entonces miembro de Entre Ríos). Entre los músicos peruanos que participan están: Paco Holguín (Emergency Blanket), Carlos Vásquez (Unidad Central), Bruno Macher (Sabor y Control), Jason Fashe. El sonido de este disco se mueve un paso adelante del breakbeat y el jazz hacia el acid house y el techno. Temas como "Rocknho", "El futuro buda", "Lo-fi gen", "Supercontexto" dan muestra de esta transición. La imaginería visual del disco está basada en gran parte por la novela gráfica The Invisibles del escritor escocés Grant Morrison.
El disco es presentado en vivo en el festival FUGA JURASICA en Buenos Aires, Argentina. En Lima se presentan en el Teatro Mario Vargas Llosa de la Biblioteca Nacional junto a los franceses electrofunk SMOOTH.
En octubre del 2006 participan en el Tributo Peruano a Soda Stereo con una versión electro del tema "Secuencia Inicial" del disco DYNAMO.
En diciembre de 2006 lanzan el video de "Escape en un simulador de vuelo" dirigido por el galardonado director de videos Percy Céspedez. El video es transmitido por MTV y es elegido como parte de una serie de muestras de videoarte en Europa y seleccionado para ser expuesto en el Festival de Arte Contemporáneo de Barcelona del 2007. Aparecen en el programa " Jammin" tocando en vivo lo mejor del Spacetimebomb.
En junio del 2007 tocan junto a Robin Guthrie (guitarrista de Cocteau Twins) en un memorable concierto en Lima.

## Incursión en las pistas de baile (2008-2010)
En abril del 2008 se incorpora al grupo Nicolás Miranda (dj y productor) y las presentaciones dan un giro hacia las pistas de baile. Producto de las remezclas y versiones que se crearon nace el disco Inflamable a mediados del 2009. "Inflamable" es un disco más techno, electro y duro. El grupo utiliza samples y pistas de canciones antiguas para crear un nuevo concepto sonoro. Hay nuevas colaboraciones como las de Wicho García (Mar de copas, Narcosis) cantando una versión electrónica de "Vida actual" de Narcosis y Cocó Ciëlo (Silvania, Ciëlo) en "Soy Invisible" una versión de "Ciudades Invisibles" del "Spacetimebomb".
El grupo empieza a actuar en lugares orientados al baile y en festivales de música electrónica. En agosto del 2009 son invitados para ser parte del " THE HAÇIENDA WORLD TOUR" y comparten escenario con el legendario Peter Hook (bajista de New Order/Joy Division) en Lima. En noviembre tocan en el escenario principal del festival Creamfields en Lima junto a Richie Hawtin, Etienne de Crécy y otros destacados artistas internacionales.
En septiembre del 2009 presentan el video ESPACIOTIEMPO CIRCULAR, un viaje en video y audio a través de la música, imágenes y trayectoria del grupo por sus 10 años de formación.
"Inflamable" aparece reseñado positivamente en medios locales y blogs de todo el mundo. La canción "Milnueve84" es elegida para la selección de abril del 2010 del Music Alliance Pact.
En agosto del 2010 la canción "En el supercontexto" es seleccionada para el CD del " Dossier Ciudad Y Cultura (X): Lima (Perú)" de la revista española Zona de Obras. El Artículo en dicha revista menciona: "Todos los discos editado por Theremyn_4 son piezas esenciales para entender el devenir de la electrónica local".
En enero del 2010 tocan en INTIFEST, importante festival de música electrónica con concepto íntegramente peruano.
En agosto del 2010 tocan en Colombia en el festival de música independiente CUCUNUBA POP FEST junto a otras bandas de todo Latinoamérica.
En noviembre del 2010 el grupo abre el show en Lima para RECOIL, el proyecto del ex-Depeche Mode ALAN WILDER.

## Ritmo y ficción (2011-2012)
En noviembre del 2011 sale a la luz Fiction Beats, 7.º disco del grupo. Producido entre mediados del 2010 y el 2011 tiene un sonido más trabajado y digerible que los anteriores.
Fiction Beats tiene canciones con formato pop sin perder el ímpetu "dance" e influenciado por el new wave, el rock y el techno con algunas pinceladas de world music. Es mezclado en Buenos Aires por Gabriel Lucena y la lista de invitados es más amplia que en sus otros discos. Colaboran con el grupo Solange Jacobs (Ex–Tonka y ahora Fifteen Years Old), Paco Holguín (Emergency Blanket), Lu Falen (Ex-Theremyn_4), Santiago Pillado (El Hombre Misterioso), y en la producción están Chisco Ramos (guitarrista y miembro del grupo durante el 2001-2003), Nicolás Miranda (dj, productor y miembro del grupo durante el 2008-2010) Jason Fashe (productor general de Audiokoncept Records, Lima) y Jorge Azama (Ingeniero de sonido en vivo del grupo).
A su salida "Fiction Beats" se hace rápidamente de los primeros puestos en las listas locales de  "lo mejor del año". Blogs, periódicos y revistas destacan y alaban el ímpetu "dance y pop" del disco. El crítico Raúl Cachay del diario El Comercio escribe: "Realmente fresco, vigoroso y tonero prácticamente de principio a fin: un triunfo de la tozudez y la dedicación personal en un medio que siempre desconfía de los egos artísticos que prefieren desandar el sendero siempre escarpado de sus propias visiones."
En marzo del 2012 la onda expansiva generada por el "Fiction Beats" llega a New York U.S.A,   "Fiat Lux" track dance-pop del Fiction Beats recibe uno de los Grand Prizes del John Lennon Songwriting Contest en la categoría de música electrónica para después recibir un Lennon Award en junio como máximo exponente electrónico del año. Son invitados en julio al festival Pop Montreal en Canadá entre lo más selecto del pop mundial y son elegidos en Perú entre las bandas más destacatadas del país para tocar en el festival peruano más importante de los últimos años, el "Lima Vive Rock"

## ¿Ondas o partículas? (2012-2015)
Para la puesta en escena en vivo de “Fiction Beats” se unen al grupo José Mendocilla y Lu Falen en guitarra y voz respectivamente. Con esta formación Theremyn_4 compone y edita como banda el disco “The Next Wave” (2014). En marzo de 2013 tocán en el Canadian Music Fest en Toronto que contó entre sus artistas principales a Nick Cave, Metric, Rihanna, Chvrches. Ese año ganan en los 12th Independent Music Awards el Vox Pop a mejor álbum electrónica/dance (Fiction Beats) y el 3.er Lugar en el International Songwriting Competition en la Categoría electrónica/dance con la canción “Urban Daemon”. En abril del 2014 los australianos Cut Copy los eligen para abrir su show en Lima como parte del festival “Colors Night Lights” donde también tocan Placebo, Pixies y Julián Casablancas. En junio se presentan en los expositores de MICSUR 2014 en Mar del Plata y dan una presentación en Buenos Aires. En octubre de ese año reciben el premio Electrosono al “Live act del año”. Ese mismo mes abren el concierto en Lima de 30 Seconds to Mars (Banda del ganador del Oscar Jared Leto). “The Next Wave” se posiciona en artículos y prensa especializada entre lo mejor del año. A inicios del 2015 la canción “Dance till the love is gone” llega a semifinales del UK Songwriting Contest. Toda la discografía del grupo es distribuida en plataformas digitales.

## Memorias perdidas (2017-2019)
Luego de un receso y con un cambio en la propuesta musical, José dedica el 2017 a editar una serie de remixes denominados “Lost Data” donde retoma trabajos pendientes de hasta 10 años de antigüedad. Remezcla y presenta tracks de Resplandor, The Voiders, Bocanegra, Huelga de Hambre, Orgatronics (UK) así como una versión de “Tomorrow Never Knows” junto a Wicho García (ex-Narcosis). Paralelamente va trabajando lo que se convertiría en el noveno disco del grupo.
En 2018 edita remixes para diversas bandas peruanas y de Colombia (Brina Quoya). Participa en dos discos tributo de grupos pioneros electrónicos de Sudamérica (Silvania de Perú y elSigno de Argentina). Finalmente en septiembre se lanza “Lost Moments” su 9.º disco de estudio. En este álbum, Theremyn_4 “mezcla en sus propios términos, estructuras y elementos pop con sonoridades introspectivas y experimentales.” participan como invitados Paco Holguin (Emergency Blanket), Diego Larrañaga (Huelga de hambre) , Ana González (Brina Quoya). El disco es mencionado en las listas de los mejor de año y es nominado a disco del año en los Premios Luces de El Comercio.
En el 2019 sale "Remixed Moments", trabajo de remezclas del disco LOST MOMENTS donde participan músicos y productores de varios países como Argentina, Colombia, México, Estados Unidos y Perú. En enero abren el concierto en Lima para los legendarios Orchestral_Manoeuvres_in_the_Dark, en febrero tocan en la serie de conciertos "Afuera Fest" en el Gran Teatro Nacional y en agosto en el escenario del Culturaymi (Juegos Panamericanos 2019). En julio y agosto viajan por todo Perú en la gira denominada "Lost & Remixed Tour 2019".

## Reediciones, arte y velocidad (2020-2024)
Entre 2020 y 2024, Theremyn_4 celebra dos décadas de trayectoria con la reedición de sus primeros álbumes. En 2020 lanza "Fluorescente verde en el patio 20-A", un disco doble con reversiones, grabaciones en vivo y rarezas, seguido en 2021 por "Mi vida en infrarrojo 20-A", ambos con las obras originales remasterizadas.
Tras la pandemia, en 2022 la banda regresa a los escenarios en un nuevo formato que combina electrónica e instrumentación en vivo, reinterpretando así clásicos como "Fiat Lux", "Pull the Plug" y "While I Remain in the Ice".
En 2023, Theremyn_4 presenta su décimo álbum de estudio, "Art, Noise + Speed", que explora el art-rock, new wave y rock progresivo, y cuenta con colaboraciones de Paul "Bee" Hampshire (Getting the Fear), Joni Chiappe, Lu Falen y Nicolas Miranda. El disco fue reseñado en medios internacionales como Post-punk.com, Musikalia  y NoEsFm. Ese año, José Gallo presenta en vivo en París el tema "Nazca Cowboy" en Radio France Internacional.
El 2024 trajo varios hitos: en marzo se estrena el videoclip de "Notre-Dame Pt.I", filmado en París y realizado con inteligencia artificial. En agosto, la banda publica su primer vinilo, "Lima/Tokyo/Lima 20-A", edición doble por el 20° aniversario del álbum, con cuatro temas adicionales, destacando "Supertrain '74-24" junto a Tavo Castillo de los legendarios Frágil (banda). Theremyn_4 se presenta en Medellín durante la feria Circulart, en París en la galería The Muisca, y en noviembre comparte escenario con Boy Harsher en Lima.

## Discografía

### Álbumes
- 2000 - Fluorescente verde en el patio
- 2001 - Mi vida en infrarrojo
- 2004 - Lima/Tokyo/Lima
- 2004 - Peruvian remixing Co.
- 2006 - Spacetimebomb
- 2009 - Inflamable
- 2011 - Fiction beats
- 2014 - The Next Wave
- 2018 - Lost Moments
- 2019 - Remixed Moments
- 2020 - Fluorescente verde en el patio (20-A)
- 2020 - Fluorescente verde en el patio REMIXES
- 2021 - Mi vida en infrarrojo (20-A)
- 2023 - Art, Noise + Speed
- 2024 - Lima/Tokyo/Lima 20-A

### Recopilaciones
- 2002 - Caleta Finale
- 2002 - Tributo a la niñez
- 2003 - Contrataque: Tributo al rock subterráneo
- 2006 - Tributo Peruano a Soda Stereo
- 2008 - Zona de Obras: Dossier ciudad y cultura: LIMA (PERÚ)
- 2008 - Varios Artistas: Dos Más (Dorog records)
- 2014 - Toma tu Hype! Vol. 1
- 2018 - ¿Cuánta Distancia Hay Entre Tu Alma y El Sol?: Un Tributo A Silvania (Trilce Discos)
- 2018 - Tumi 1 - Música Electrónica Popular del Perú MMXVIII
- 2019 - elSigno Tributo, Vol. 3 (Undermalabia)
- 2020 - Naúfragos en Casa (Zona Girante)

### Vídeos
- 2001 - Carmin Ciclón
- 2006 - Escape en un simulador de vuelo
- 2009 - Espaciotiempo Circular 1999-2009
- 2013 - Fiction Beats Experience
- 2014 - Airport Blues (lyric video)
- 2015 - The Next Wave (end titles take)
- 2016 - Dance till the love is gone
- 2018 - Walking with you
- 2018 - Burning Streets of Sound
- 2019 - Oleaje de ligera intensidad feat Brina Quoya
- 2020 - Carmin Ciclón 2020
- 2021 - Nazca Cowboy (Lyric video)
- 2022 - Art Stealers (Official Visualizer)
- 2024 - Notre-Dame Pt.I
- 2024 - Deconstruyendo Tokyo '24